# Шитик, Владимир Николаевич
Влади́мир Никола́евич Ши́тик (бел. Уладзімір Мікалаевіч Шыцік, 1922—2000) — белорусский советский писатель, журналист. Член Союза писателей СССР (1962).

## Биография
Родился 31 августа 1922 года в городе Шклове Могилёвской области в семье рабочего.
Учился в Московском электротехническом институте инженеров железнодорожного транспорта (1940—1943), в Куйбышевском индустриальном институте. В декабре 1944 года вернулся в Шклов и работал техником-конструктором на бумажной фабрике «Спартак». В 1949 году окончил факультет журналистики Белорусского государственного университета имени В. И. Ленина. В 1949—1952 годах работал в редакции газеты «Сталинская молодёжь» (современная «Знамя юности»), в 1953—1964 годах — в редакции газеты «Калгасная праўда» (в 1962—1990 годах называлась «Сельская газета»), в 1965—1966 годах — ответственным секретарём газеты «Літаратура і мастацтва», в 1978—1983 годах — корреспондент «Сельской газеты».

## Творчество
Писательский дебют — рассказ, опубликованный в 1952 году в газете «Сталинская молодёжь». В 1960-х годах начал активную писательскую карьеру. Значительная часть творчества — в жанре научной фантастики.

### Повести
- бел. «Сосны адшумелі сваё» («Сосны отшумели своё») (1960)
- бел. «Апошняя арбіта» («Последняя орбита») (1962)
- бел. «Майская раніца» («Майское утро») (1963)

### Сборники фантастики
- бел. «Зорны камень» («Звёздный камень») (1967)
- бел. «Парсекі за кармой» («Парсеки за кормой») (1970, 1997)
- бел. «У час не вярнуліся» («Вовремя не вернулись») (1975)
- бел. «Масткі над абрывам» («Мостки над обрывом») (1977)

### Книги фантастики и детективов
- бел. «Другая версія» («Вторая версия») (1979)
- бел. «Трансплутонавыя афеліі» («Трансплутоновые афелии») (1982)
- бел. «Левы рэйс» («Левый рейс») (1983) (Художник Л. М. Марченко)
- бел. «Ускосныя доказы» («Косвенные доказательства») (1985) (Художник В. В. Ольшевский)
- бел. «Камандзіроўка ў сваім горадзе» («Командировка в своём городе») (1989)
- бел. «Падстаўка» («Подставка») (1990) (Художник Ю. В. Пучинский)

### Проза для детей
- бел. «Калі хочаш быць здаровым» («Если хочешь быть здоровым») (1962)
- бел. «Колькі машын на палях» («Сколько машин на полях») (1971)
- бел. «Як малако на стол прыйшло : аповесць» («Как молоко на стол пришло : повесть») (1979)

### Избранное
- бел. «Пойдзеш направа... : Выбранае : Аповесці» («Пойдёшь направо… : Избранное : Повести») (1997)

### Переводы
Перевёл на белорусский язык книгу Г. М. Кржижановского: «Шу-шу : З успамінаў пра У. І. Леніна» (1967).

### В переводе на русский язык
- Шитик В. Н. Последняя орбита : Фантастическая повесть / В. Н. Шитик // Авториз. пер. с белорус. Н. Марушкевича ; Худож. Г. Скоморохов. — Минск : Беларусь, 1964. — 208 с.
- Шитик В. Н. Двойная бухгалтерия : Детективные повести и антистатические рассказы / В. Н. Шитик // Пер. с белорус. — Минск : Эридан, 1992. — 480 с.
- Шитик В. Н. Шорохи чужой планеты : Рассказы / В. Н. Шитик // Пер. с белорус. — Екатеринбург : Тардис, 2011. — 129 с.